# Peter Falck
Peter Falck (Friburgo, 1468 circa – Rodi, 6 ottobre 1519) è stato un politico, diplomatico e umanista svizzero. La biblioteca umanistica che ha costituito durante la sua vita è considerata oggi una delle più importanti della Svizzera.

## Biografia
Peter Falck nasce attorno al 1468, a Friburgo, in una famiglia di notai e segretari di città. Alla morte di suo padre Bernhard (1480), cancelliere di Friburgo, è inviato a formarsi al notariato in Alsazia, (probabilmente a Kaysersberg). Al suo rientro a Friburgo, entra in politica. Borghese della città, è eletto al Consiglio dei Duecento (1493), poi dei Sessanta (1494). Conduce parallelamente alla sua attività di notaio, una carriera amministrativa e militare: cancelliere di tribunale (1493-1505); Landrichter – giudice del Land (1502-1504); primo balivo di Villarepos (1503); scoltetto di Morat (1505-1510), dove si stabilisce con sua moglie Anna von Garmiswil († 1518) e la loro figlia Ursula; poi alfiere del quartiere friburghese di Bourg (1510-1511); membro del Piccolo Consiglio friburghese (1511-1516); borgomastro (1511-1514); luogotenente dello scoltetto (1514) e infine scoltetto di Friburgo (1516-1519).
Durante gli ultimi anni del XV secolo, Falck è attivo anche al di fuori dei confini di Friburgo. I cantoni confederati si affacciano sulla scena politica europea a fianco del Sacro Romano Impero, della Francia e del papato. Negoziando a loro volta alleanze con i vari belligeranti, si impegnano in numerosi conflitti per consolidare i confini del loro territorio in rapida espansione. Friburgo, entrata nella Confederazione nel 1481, partecipa ai conflitti a fianco degli altri cantoni. In questo panorama, Falck manda delle truppe nell’Hegau (regione meridionale del Baden-Württemberg) e nel Sundgau durante la guerra sveva. I Friburghesi si uniscono alle truppe confederate nelle guerre d’Italia, che vedono opporsi l'imperatore Massimiliano I d’Asburgo, il re di Francia Luigi XII e il re di Spagna Ferdinando II per il dominio sul Regno di Napoli e sul Ducato di Milano, in base a rivendicazioni dinastiche. Dal 1510, Falck rappresenta Friburgo alla Dieta federale. Segue le truppe di Friburgo come consigliere di guerra e segretario di campo, esperienza che gli vale il comando delle truppe friburghesi sul fronte italiano. Nominato capitano, conduce i suoi uomini alla spedizione di Chiasso (1510), poi durante la "fredda campagna invernale" (1511) e infine nella campagna di Pavia (1512),.

### Il caso Arsent
Nel 1510, anziché rinnovare la loro alleanza con il re di Francia, i cantoni si schierano con il papa Giulio II (1503-1513), uscito dalla Lega di Cambrai anti-veneziana e impegnato a scacciare i francesi dall'Italia. Matteo Schiner, vescovo di Sion (1499-1522) e cardinale, svolge un ruolo importante in questo riavvicinamento. Questa inversione di tendenza politica causa, a sua volta, in diversi cantoni scontri tra i sostenitori del papa e quelli del re di Francia. In Vallese, ad esempio, Schiner si oppone al segretario Georg Supersaxo, sostenitore dei francesi. Sulla strada per Lucerna, Supersaxo è arrestato a Friburgo, dove Schiner intenta un processo contro di lui, difeso da François Arsent, ex scoltetto a capo della fazione francese. Arsent, dopo aver lasciato evadere Supersaxo, deve affrontare la rabbia popolare a Friburgo, alimentata dalla fazione pontificia, guidata da Peter Falck. Nel processo del 18 marzo 1511, a seguito della pubblica accusa di Falck, alfiere del quartiere di Bourg, Arsent è condannato a morte per tradimento.

### Carriera diplomatica
Nel 1511 Falck diviene borgomastro della città di Friburgo. L'anno seguente, la Dieta di Baden lo invia a Roma assieme al rappresentante di Berna per discutere con Giulio II di una possibile entrata dell'imperatore nella Lega Santa (stipulata tra il papato, Venezia, la Spagna e i cantoni svizzeri in chiave anti-francese) e delle potenziali conseguenze di ciò sui rapporti con la Serenissima, nemica dell'Impero. Friburgo incarica il suo borgomastro di ottenere anche dalla Santa Sede l'elevazione della chiesa parrocchiale di San Nicola al grado di collegiata (servita da un capitolo), subito accordata da Giulio II. Giunti a Roma, i delegati svizzeri scoprono che il papa ha già concluso un accordo con l'imperatore. Il papa quindi propone loro di unirsi alla propria delegazione inviata a Venezia per placare gli asti con la Serenissima. Nonostante il fallimento della missione (Venezia alla fine passa dalla parte del re di Francia), la delegazione consente a Falck di incontrare il doge Leonardo Loredan. Alla fine del 1513, Falck lascia di nuovo Friburgo per Milano. La Dieta lo sceglie come uno dei suoi due ambasciatori permanenti presso il duca Massimiliano Sforza. Quest'ultimo lo nomina capitano della Martesana, con funzioni giudiziarie, amministrative e fiscali .
Rientrato dal biennio milanese, è nominato luogotenente dello scoltetto e le autorità di Friburgo, per ringraziarlo del suo impegno nella promozione della loro chiesa, gli concedono di costruire una cappella per lui e per i suoi eredi nella nuova collegiata. All’inizio dei lavori, Falck annuncia la sua intenzione di andare in pellegrinaggio in Terra Santa. Il 20 aprile 1515, parte per Venezia dove, dopo aver ottenuto dal doge Loredan il salvacondotto per il suo viaggio, si imbarca su una galea per Giaffa. Di ritorno dal pellegrinaggio nel gennaio del 1516, dopo la sconfitta di Marignano, Falck trova in patria una situazione politica profondamente mutata. Nonostante il suo ruolo di capofila della fazione pontificia friburghese, la città gli rinnova la sua fiducia, nominandolo scoltetto e affidandogli i negoziati di pace con il re di Francia. Queste nuove responsabilità sono attribuite non senza qualche polemica e Falck deve scolparsi davanti al Consiglio delle "voci menzognere" che lo riguardano. Dopo aver ricoperto un ruolo importante nelle negoziati che portano alla "pace perpetua" tra il re di Francia e la Confederazione (Trattato di Friburgo), si reca a Parigi con il capitano Hans Schwarzmurer per ottenere il sigillo del trattato da Francesco I. I Confederati lo incaricano di negoziare con il re l’ottenimento di borse di studio per studenti svizzeri desiderosi di perfezionarsi nella capitale francese. Falck ottiene finanziamenti per il soggiorno di uno studente per cantone. Nel 1517, il re lo nomina "cavaliere d'oro" (eques auratus) per assicurarsi la sua lealtà.

### Morte
Falck ha dedicato gli ultimi anni della sua vita alla difesa degli interessi di Friburgo e dei cantoni confederati. All'inizio del 1519, desidera ritornare in Terra Santa. È nuovamente scelto come capo della compagnia in partenza da Baden per Venezia. Lungo la strada, visita la città di Zurigo e si interessa a due manoscritti di viaggio in Terra Santa (Itinerarium terrae sanctae di Guillelmus Textor e di Bernhard von Breidenbach), conservati nella biblioteca del duomo (Grossmünster) dove annota la sua visita e la sua consultazione del codice. A Venezia, Peter Falck esprime le sue ultime volontà. Dopo una traversata di un mese (dal 21 giugno al 27 luglio), la compagnia attracca a Giaffa e giunge dopo due settimane e mezza a Gerusalemme. Durante il viaggio di ritorno, la loro nave scampa ai pirati; tuttavia, una malattia infettiva contratta sull'isola di Cipro, probabilmente tifo o malaria, causa la morte di numerosi viaggiatori. Falck non è risparmiato e muore il 6 ottobre 1519 al largo di Rodi. I pellegrini confederati ottengono che il suo corpo non venga gettato in mare ma sbarcato sull'isola. Dopo i negoziati con il Gran Maestro dell'Ordine di San Giovanni di Gerusalemme, ottengono di seppellirlo nella chiesa dei francescani osservanti, probabilmente Nostra Signora della Vittoria, una delle chiese più importanti di Rodi.

## Biblioteca

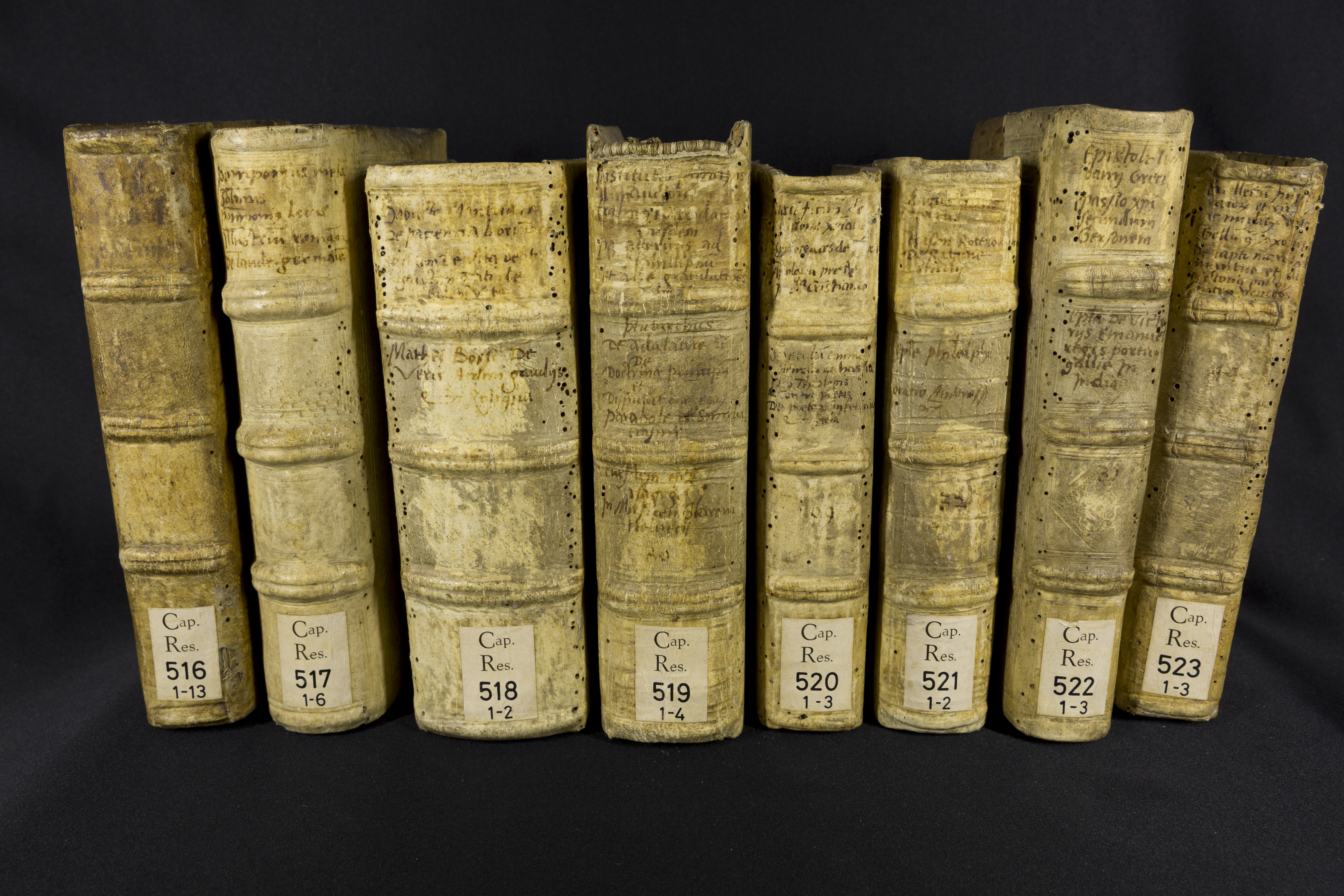
Alcuni libri della biblioteca di Peter Falck

Durante la sua carriera diplomatica, Falck acquisisce un certo ethos umanistico in contatto con circoli di letterati. La sua biblioteca consta di diverse edizioni di raccolte di lettere di umanisti e autori antichi. Testimonia l'interesse del friburghese per l'umanesimo italiano e per il lavoro di Erasmo. Figura emblematica dell'umanesimo di Friburgo, Falck si è anche circondato di umanisti svizzeri che protegge in qualità di mecenate o con i quali collabora: il lucernese Oswald Geisshüsler (Myconius), il sangallese Joachim Vadiano, il friburghese Peter Cyro (Petrus Ricardi), i glaronesi Heinrich Loriti (Glareano), Fridolin Eglin (Hirudaeus), Peter e Valentin Tschudi. All'interno di questa rete formata da amici e devoti, il libro è soprattutto un oggetto simbolico. Donato dal mecenate, è il segno della protezione e dell'amicizia accordate al protetto; offerto dal protetto, il libro diventa testimonianza di riconoscenza verso il mecenate.
Ad oggi sono stati ritrovati soltanto 110 volumi della biblioteca di Peter Falck. Questa cifra è ottenuta aggiungendo le recenti scoperte ai volumi inventariati da padre Adalbert Wagner che documentano la traccia di un intervento di Falck (ex libris e annotazioni a margine). Di questo gruppo, 96 si attestano in fondi di biblioteche o archivi e in collezioni private. Più precisamente: 73 sono conservati dal 1982 presso la Biblioteca cantonale e universitaria di Friburgo, a cui il convento dei Cappuccini li ha ceduti nel 2004; 23 si trovano in biblioteche svizzere, francesi, belghe, inglesi e americane. Dei restanti 14 volumi, rimangono solo tracce nelle lettere di Falck o a lui indirizzate o nella letteratura secondaria del XIX e XX secolo. Tre di questi 14 volumi sono stati rubati ai Cappuccini nel 1975 assieme a una dozzina di altre opere antiche. I libri rubati sono stati subito messi in vendita e oggi appartengono probabilmente a privati.